# Doble concierto (Brahms)

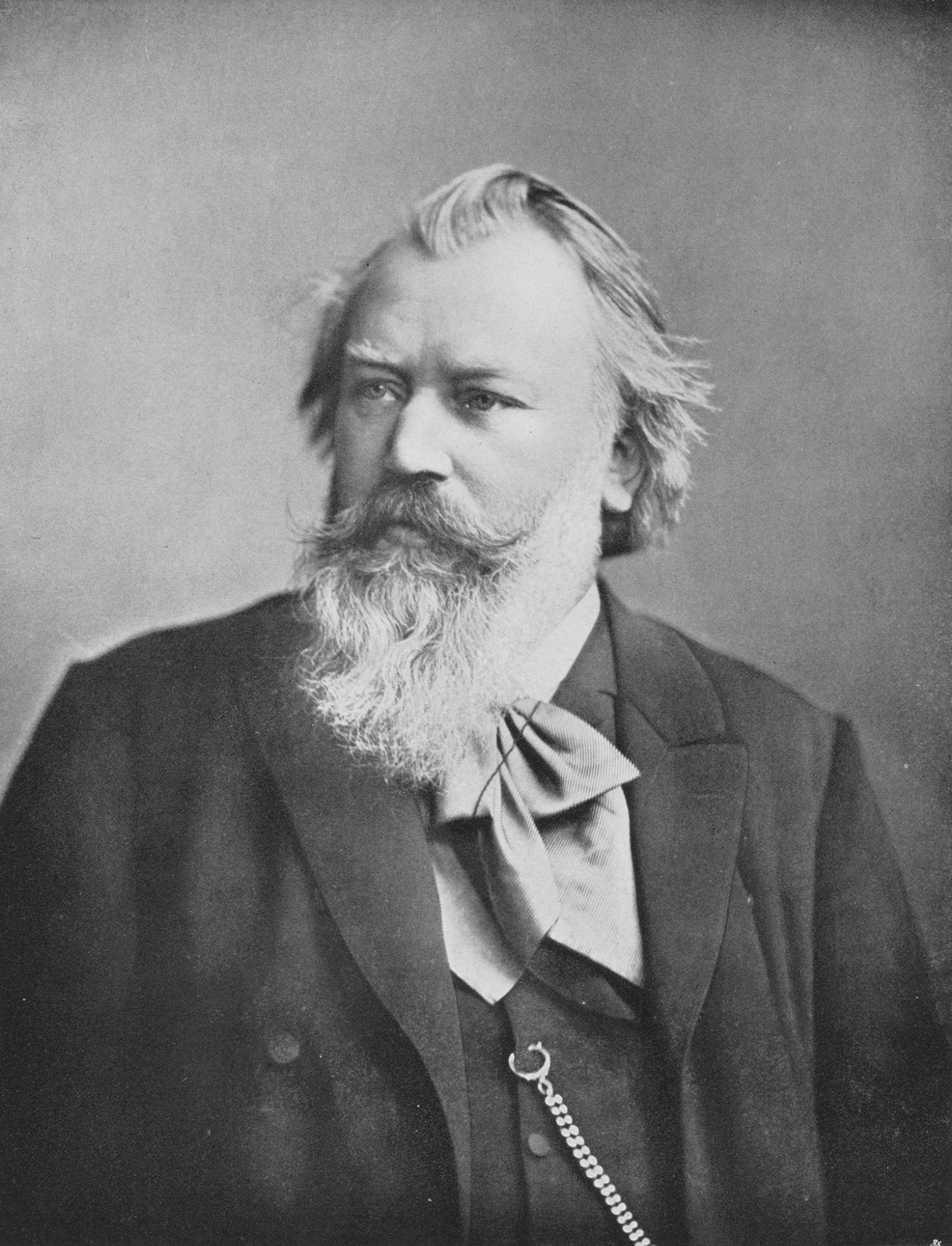
Johannes Brahms en 1889

El doble concierto en la menor, op. 102, es un concierto para violín, chelo y orquesta compuesto por Johannes Brahms. Escrito en el verano de 1887 y estrenado en octubre de 1887, es el último trabajo para orquesta del compositor. 

## Composición

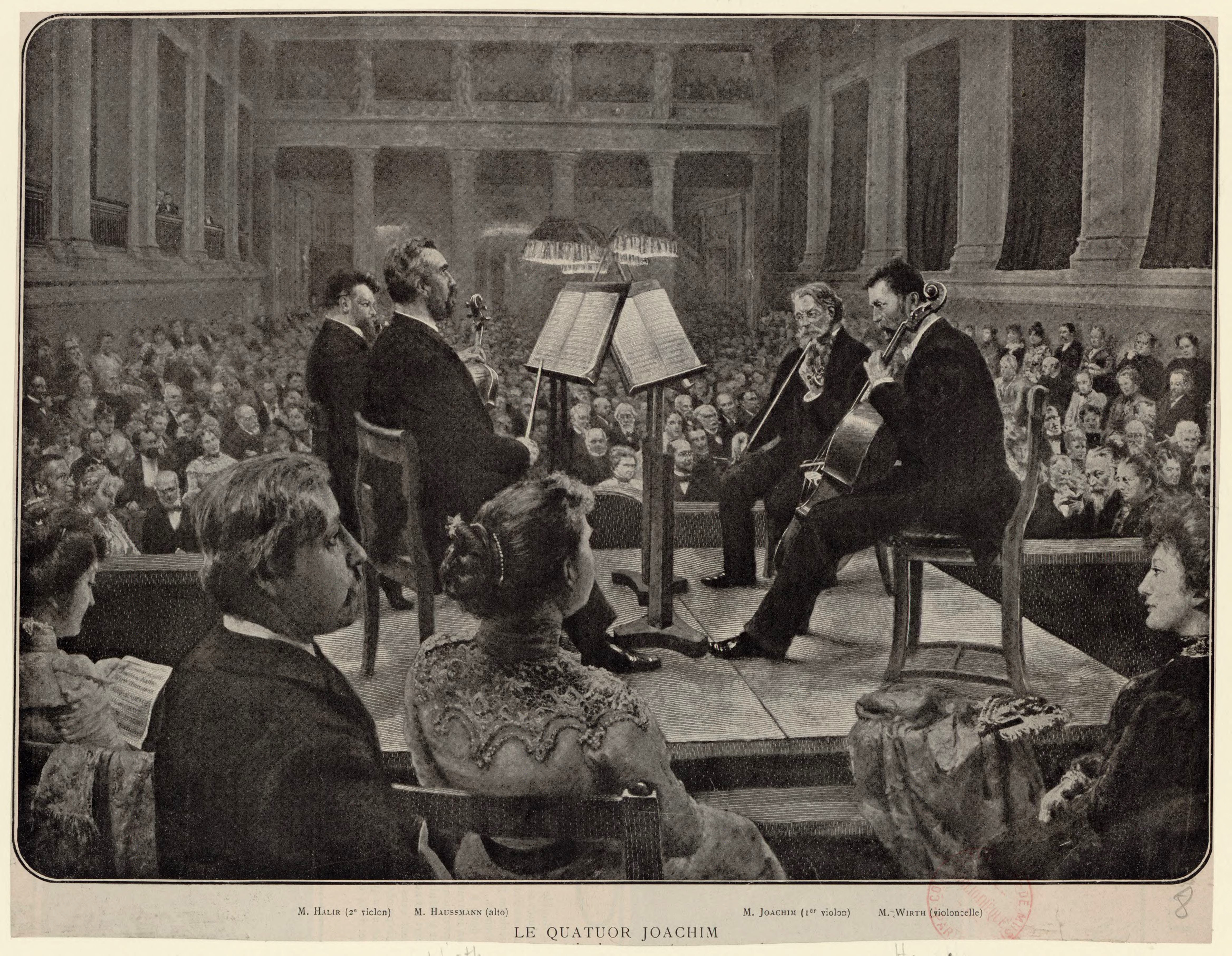
El Joseph Joachim Quartet, con Robert Hausmann al violonchelo

Brahms escribió en Thun el concierto para el chelista Robert Hausmann y su viejo amigo, el violinista Joseph Joachim, quien básicamente sirvió de inspiración a la pieza. La obra en parte era un gesto de reconciliación hacia Joachim, luego de que su larga relación se viera afectada por el divorcio del violinista y su esposa Amelie. Brahms había tomado partido por ella, lo cual afectó la relación de los músicos. En el concierto se hace una referencia a la frase Joachim, frei aber einsam (Joachim, libre pero solo), por medio del motivo musical La-Mi-Fa (la representación en la notación alemana es A-E-F que se puede permutar como F-A-E).

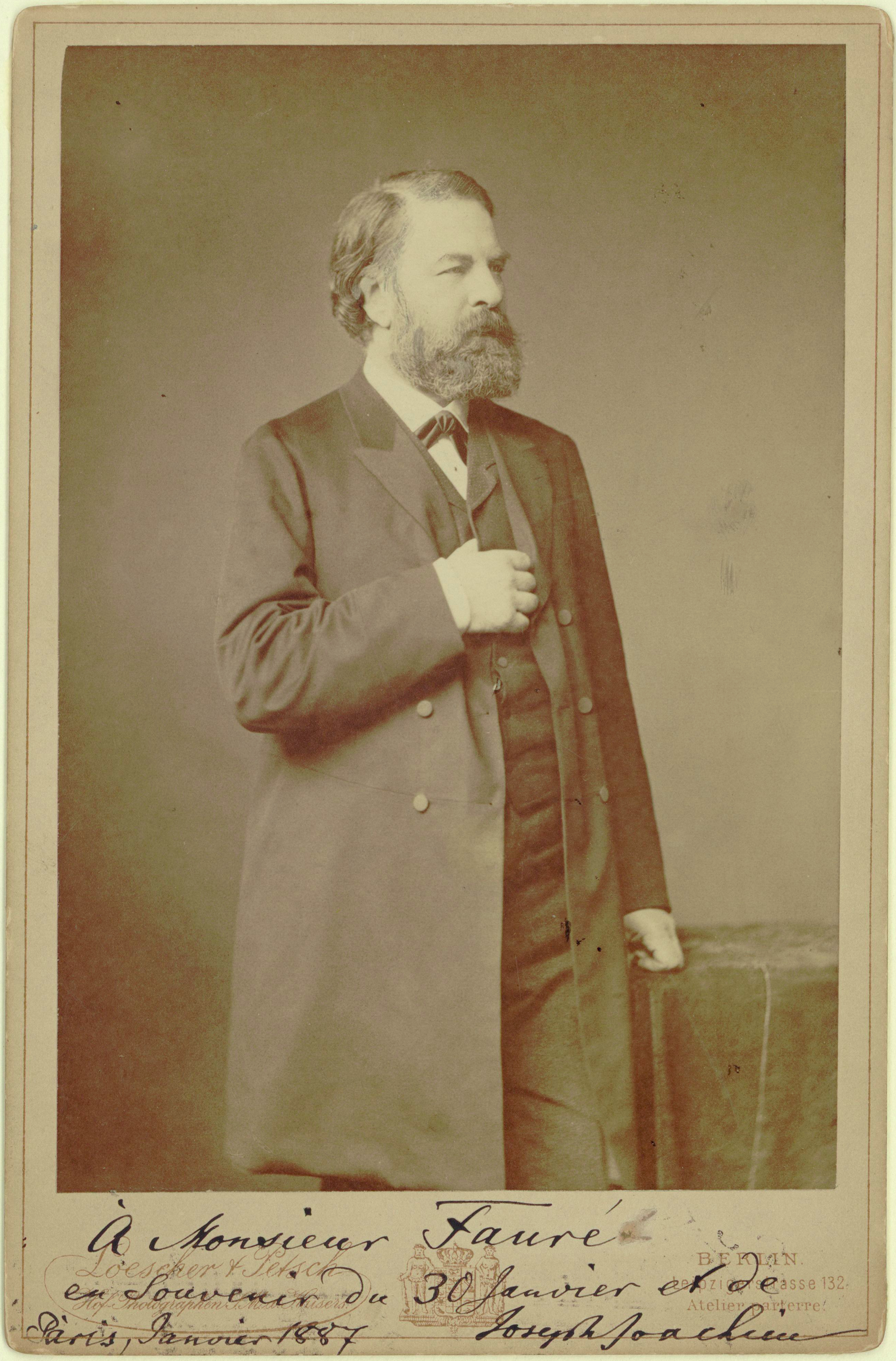
Joseph Joachim en 1887

Durante su estancia de verano en Thun, Suiza, en 1886, Brahms escribió varias obras instrumentales para violín y violonchelo (2ª sonata para violonchelo en fa mayor op. 99, 2ª sonata para violín en la mayor op. 100 , 3er trío para piano en Do menor op. 101). El doble concierto en La menor para violín, violonchelo y orquesta Op. 102 fue compuesto el año siguiente, 1887, durante otra estancia de verano en Thun. El violonchelista Robert Hausmann le había pedido a Brahms una pieza de concierto para violonchelo años antes. Según el biógrafo de Brahms, Max Kalbeck, la obra contenía material para una quinta sinfonía planificada, pero esto debe considerarse como una especulación que no está respaldada ni por los manuscritos ni por la forma de la obra.
El 24 de julio de 1887, Brahms escribió a Joachim desde Thun: "[...] ¡prepárate para un pequeño susto! Por el momento no podía resistirme a las ideas para un concierto para violín y violonchelo, sin importar lo mucho que intentara convencerme de no hacerlo. […] Ante todo, le pido con toda cordialidad y amabilidad que no sienta la más mínima vergüenza. Si me envía una tarjeta que simplemente dice: 'Renuncio', entonces sabré todo lo demás y lo suficiente para decirme a mí mismo. [...]"
Pero Joachim reaccionó positivamente, de modo que solo unos días después Brahms le envió las partes solistas. El 23 de septiembre de 1887 hubo una primera audición con orquesta en Baden-Baden frente a algunos invitados (incluida Clara Schumann) con los solistas Joseph Joachim y Robert Hausmann; la parte de la orquesta fue asumida por la Baden-Baden Kurorchester dirigida por Brahms. El estreno, con los mismos solistas y nuevamente bajo la dirección de Brahms, tuvo lugar el 18 de octubre de 1887 en la sala Gürzenich de Colonia con la Orquesta Gürzenich. El tándem que estrenó el concierto, Joachim y Hausmann, lo repitió varias veces en la temporada 1887-88, siempre con Brahms en el podio. El compositor luego entregó el manuscrito a Joachim con la inscripción "para aquel por quien fue compuesto".

La primera impresión de la partitura fue publicada en 1888 por Verlag N. Simrock en Berlín.

## Estructura
El doble concierto de Brahms, escrito dos años después de su 4ª sinfonía, es la última obra orquestal del compositor. Formalmente, a diferencia del segundo concierto para piano de cuatro movimientos, nuevamente se basa en la forma habitual de concierto de tres movimientos. La partitura para dos solistas y orquesta remite a los conciertos dobles del período barroco y la Sinfonía concertante del período clásico, pero la obra se destaca por su fuerte entrelazamiento de las partes solistas con la escritura orquestal. El material motívico y temático se procesa con gran economía de una manera típica del compositor.
La pieza está dividida en tres movimientos de la forma rápido-lento-rápido típica de los conciertos:
1. Allegro
2. Andante
3. Vivace non troppo

### I. Allegro
El primer movimiento, amplio y densamente trabajado, se abre con una introducción en tutti de cuatro compases, seguida de una introducción similar a una cadencia por parte de los dos solistas, antes de que siga la exposición en tutti propiamente dicha. El tema secundario, entonado por los vientos, alude claramente a la apertura del Concierto para violín en la menor n.º 22 de Giovanni Battista Viotti, obra muy apreciada tanto por Brahms como por Joseph Joachim. El desarrollo está dominado por los solistas. En la recapitulación, el tema secundario pasa a La mayor antes de que una concisa coda cierre el movimiento en La menor.

### II. Andante
El movimiento consta de tres partes y comienza en re mayor. Dos cuartas ascendentes en viento de madera y trompetas son seguidas por el tema principal del movimiento. Ambos solistas interpretan a menudo en octavas paralelas. El movimiento medio en fa mayor está alimentado por un tema de viento de madera similar a un coral. La repetición de la variada sección en re mayor es seguida por una coda basada en el material temático de la sección central.

### III. Vivace non troppo
Aquí se usa la forma de una sonata rondó, la secuencia sigue el patrón A-B-A1-C-A2-B2-A3. Un tema pegadizo, inquieto, bailable, entonado primero por el solo de violonchelo, es decisivo. El movimiento, que comienza en la menor, no está exento de episodios dramáticos y con terceras y sextas que a veces tienen un efecto “húngaro”, transformándose gradualmente en un tema mayor más amable y cerrando con una breve y eficaz coda en la mayor.

## Plantilla orquestal
Además de violín solo y violonchelo solo, el doble concierto requiere la siguiente orquesta: 2 flautas, 2 oboes, 2 clarinetes, 2 fagotes, 4 trompas, 2 trompetas, timbales y cuerdas.
La interpretación dura entre 32 y 35 minutos.

## Recepción
La recepción de la obra entre el círculo de amigos de Brahms estuvo dividida, al igual que las valoraciones públicas. Hans von Bülow, director del estreno en Berlín el 6 de febrero de 1888, la describió como una "espléndida composición". Joachim afirmó en 1903: "[ ...] Casi me gustaría dar prioridad a su doble concierto antes que al concierto para violín". Pero Theodor Billroth le dijo al crítico Eduard Hanslick: "Pésima, aburrida, una pura producción de anciano".
Clara Schumann no tuvo una reacción favorable hacia la obra, considerando que "no es brillante para los instrumentos". y afirmó: "[...] Como composición, es extremadamente interesante, ingeniosa... pero no hay en ninguna parte un rasgo tan fresco y cálido como en muchas de sus otras piezas". Richard Specht también criticó el concierto, describiéndolo como "una de las composiciones de Brahms más inalcanzables y poco disfrutables". Brahms había iniciado la composición de un segundo concierto para estos instrumentos pero destruyó la notas al ver la reacción que tuvo este. Críticos posteriores han sido más benevolentes con la obra: Donald Francis Tovey escribió que tenía "un humor vasto y arrollador" ("vast and sweeping humor").

## Discografía seleccionada
- David Oistrakh y Pierre Fournier, Philharmonia Orchestra, director: Alceo Galliera (1956).[10]
- Isaac Stern y Leonard Rose, Philharmonic Symphony Orchestra of New York, director: Bruno Walter (1956).[11]
- Zino Francescatti y Samuel Mayes,[12] Boston Symphony Orchestra, director: Charles Munch (grabación en vivo, april de 1956)[13]
- Zino Francescatti y Pierre Fournier, Columbia Symphony Orchestra, director: Bruno Walter (1960).[14]
- Zino Francescatti y Pierre Fournier, BBC Symphony Orchestra, director: Sir Malcolm Sargent (fecha de la grabación: 30/08/1955).[15]
- Wolfgang Schneiderhan y Enrico Mainardi,[16] Vienna Philharmonic Orchestra, director: Karl Böhm (fecha de la grabación: 08/25/1957).[17]
- Jascha Heifetz y Gregor Piatigorsky, RCA Victor Symphony Orchestra, director: Alfred Wallenstein (1961).[18]
- Salvatore Accardo y Siegfried Palm,[19] Orchestra Sinfonica di Roma della RTV Italiana cond Bruno Maderna (live 1961 Milan).[20]
- Wolfgang Schneiderhan y János Starker, Berlin Radio Symphony Orchestra, director: Ferenc Fricsay (1962).[21]
- Alfredo Campoli y André Navarra, Hallé Orchestra, director: John Barbirolli (1963).[22]
- Josef Suk y André Navarra, Czech Philharmonic Orchestra, director: Karel Ančerl (c.1963).[23]
- David Oistrakh y Mstislav Rostropovich, Moscow Philharmonic Orchestra, director: Kirill Kondrashin (live 1963).[24]
- David Oistrakh y Mstislav Rostropovich, Cleveland Orchestra, director: George Szell (1970).[25]
- Christian Ferras y Paul Tortelier, Philharmonia Orchestra, director: Paul Kletzki (1964).[26]
- Yehudi Menuhin y Maurice Gendron, London Symphony Orchestra, director: István Kertész (Bath Festival 1964).[27]
- Yehudi Menuhin y Leslie Parnas,[28] Casals Festival Orchestra, director: Pablo Casals (1969).[29]
- Henryk Szeryng y János Starker, Royal Concertgebouw Orchestra, director: Bernard Haitink (1971).[30]
- Yan Pascal Tortelier y Paul Tortelier, BBC Symphony Orchestra, director: John Pritchard (1974).[31]
- Salvatore Accardo y Heinrich Schiff, Gewandhausorchester Leipzig, director: Kurt Masur (1979)[32]
- Itzhak Perlman y Mstislav Rostropovich, Concertgebouw Orchestra, director: Bernard Haitink(1980).[33]
- Anne-Sophie Mutter y Antônio Meneses, Berlin Philharmonic Orchestra, director: Herbert von Karajan (1983).[34]
- Emmy Verhey y János Starker, Amsterdam Philharmonic Orchestra (nl), director: Arpad Joó (1983).[35]
- Gidon Kremer y Mischa Maisky, Vienna Philharmonic Orchestra, director: Leonard Bernstein (1984).[36]
- Yehudi Menuhin y Paul Tortelier, London Philharmonic Orchestra, director: Paavo Berglund (1984).[37]
- Isaac Stern y Yo-Yo Ma, Chicago Symphony Orchestra, director: Claudio Abbado (1988).[38]
- Raphael Wallfisch y Lydia Mordkovitch (violin), London Symphony Orchestra, Neeme Järvi. Label Chandos (1989)
- Ilya Kaler y Maria Kliegel, National Symphony Orchestra of Ireland, director: Andrew Constantine (1995).
- Gidon Kremer y de, Royal Concertgebouw Orchestra, director: Nikolaus Harnoncourt (1997).[39]
- Itzhak Perlman y Yo-Yo Ma, Chicago Symphony Orchestra, director: Daniel Barenboim (1997).[40]
- Gil Shaham y Jian Wang, Berliner Philharmoniker, director: Claudio Abbado (2002).[41]
- Julia Fischer y Daniel Müller-Schott, Orquesta Filarmónica de los Países Bajos, director: Yakov Kreizberg (2007).[42]
- Renaud Capuçon y Gautier Capuçon, Gustav Mahler Jugendorchester, director: Myung-Whun Chung (2007).[43]
- Vadim Repin y Truls Mørk, Leipzig Gewandhaus Orchestra, director: Riccardo Chailly (2009).[44]
- Antje Weithaas y Maximilian Hornung, NDR Radiophilharmonie, director: Andrew Manze (2019).[45]